# Johnathan Kovacevic
Johnathan Kovacevic (Hamilton, Ontario, 12 de julio de 1997) apodado Kovatizer, es un jugador profesional canadiense de hockey sobre hielo que se desempeña en la posición de defensor derecho en Montreal Canadiens, equipo de la National Hockey League (NHL).

## Carrera
Fue seleccionado en la tercera ronda en la NHL Entry Draft de 2017. En 2021 hizo su debut profesional con el equipo Winnipeg Jets, en el cual jugó una temporada (2021-2022), después pasó a Montreal Canadiens, donde lleva jugando dos temporadas.